# Eneli
Іляна-Марія Попеску (рум. Ileana-Maria Popescu; нар. 1995), відома під псевдонімом Eneli, — румунська співачка та автор текстів.

## Перший контакт з музикою
Співачка почала співати в церковному хорі у віці 5 років. У 14 років вступила до Школи народного мистецтва в Тиргу-Жіу, своєму рідному місті. В 11-му класі майже рік відвідувала уроки вокалу в приватній школі в Бухаресті. У 2010 році почала публікувати відео в Інтернеті на YouTube, а потім проводила концерти в рідному місті. У 2013 році, коли ще проживала у Тиргу-Жіу, записала кавер на пісню Джессі Джей «Who You Are», яку опублікувала на YouTube, де вона набрала кілька тисяч переглядів, що дозволило згадати її ім'я у кількох статтях і навіть у телешоу.
У минулому Eneli була солісткою двох гуртів: Paperglass і Seventh Zone в Тиргу-Жіу. У 2014—2017 роках Енелі вивчала комунікацію та зв'язки з громадськістю на факультеті журналістики та комунікаційних наук Бухарестського університету. Восени 2017 року почала вивчати написання пісень/композицій музики в Лондоні в Інституті сучасного музичного виконавства на магістерській програмі.

## Музична кар'єра
Eneli співпрацювала з молдовським продюсером і ді-джеєм Vanotek, з яким випустила чотири треки. «Tell Me Who», сингл, випущений у березні 2017 року, слова якої були створені Eneli, мав успіх як у Румунії, так і за кордоном. Пісня потрапила в чарти Румунії, Росії, Польщі та України та має понад 8,7 мільйонів переглядів на YouTube. Ремікс «Tell Me Who» від петербурзьких DJ Slider & Magnit посів 6-те місце в чарті Shazam Росія і 9-те місце в чарті Shazam Казахстан. «Vision», «Tara» і «Back to Me» є з дебютного альбому Vanotek «No Sleep», і були створені двома артистами. Як і «Tell Me Who», трек «Back to Me» ліцензований Ultra Music, звукозаписним лейблом у Сполучених Штатах, який зосереджується на електронній танцювальній музиці.
Разом із турецьким продюсером Махмутом Орханом Eneli випустила трек «Save Me» на YouTube-каналі Ultra Music. Трек зібрав понад 90 мільйонів переглядів і також написаний Eneli. З піснею «Mhm Mhm» Мануель Ріва та Eneli піднялися на 3-тє місце в чарті Billboard Club Breakout у Сполучених Штатах. Пісня була номінована в 2016 році на MTV Europe Music Awards у категорії «Найкращий румунський виконавець». У Румунії сингл пробув 21 тиждень у топ-10, досягнувши 3-го місця.
Крім цих спільних робіт, артистка також випустила кілька пісень для сольного проекту, як самостійний виконавець («Chasing you», «Follow Me», «Cold»).